# FCディナモ・キーウ
FCディナモ・キーウまたはFCディナモ・キエフ（ウクライナ語: Футбольний клуб «Динамо» Київ、英語: FC Dynamo Kyiv）は、ウクライナの首都キーウを本拠地とするプロサッカークラブである。

## 概要
1927年にソビエト連邦のアマチュアスポーツクラブとして設立。ソ連時代にはオレグ・ブロヒンを擁し1970年代から1980年代に掛けて強豪クラブとしてソ連国内やヨーロッパを席巻した。ウクライナ独立後もウクライナ・プレミアリーグにおいて1992-93シーズンから2000-01シーズンに9連覇を達成。1998-99シーズンにはUEFAチャンピオンズリーグでベスト4、2008-09シーズンにはUEFAカップでベスト4に入るなど、国内のみならず国際舞台でも活躍し続けている。

### スタジアム
クラブのホームスタジアムであるロバノフスキー・ディナモスタジアムは、ドニエプル川の土手の近く、都市の中央に位置する公園にある。また、キーウ郊外のKoncha-Zaspaに最新装備のトレーニング施設を所有する。重要な国際試合や国内試合の際には、キーウ市が所有するオリンピスキ・スタジアムにおいて行われる。

### 下部組織
クラブは子供と若者の為に自身のサッカースクールを運営している。また若手選手を対象とした「FCディナモ-2キーウ」（Persha Liha〔2部リーグに相当〕に所属）と「FCディナモ-3キーウ」（Druha Liha〔3部リーグに相当〕に所属）という2つのリザーブチームを保有する。ここで顕著なプレーを見せた選手はトップチームへと昇格することができる。これまでアンドリー・シェフチェンコを始め多くの著名な選手達がクラブの育成システムによって輩出されている。

## 歴史

1928年のディナモ・キーウ

クラブは全国的ソビエトスポーツ協会「ディナモ」のアマチュアスポーツクラブの一つとして1927年に設立された。クラブは内務人民委員部（NKVD、ソ連国家保安委員会 (KGB) の前身）、後にロシア内務省 (MVD) の公的資金によって支援された。
そして1950年代から1980年代に掛けて、選手達は警察または内部の軍隊役員として公式に評価された。しかし、それ以外の大多数の一般ソビエト市民は「スポーツ協会」に義務的に会費を払い参加した。
ソビエト連邦時代の間、クラブはモスクワの主要なサッカークラブに対抗することができるライバルの一つであった。ソビエトサッカー界においてモスクワを本拠地とするクラブの優位性に対し、常に彼らに対抗し得る実力を維持し続けた。これはウクライナの民族のプライドの問題でもあった。ウクライナ・ソビエト社会主義共和国の代表は、非公式にクラブをウクライナのナショナルチームと考え、クラブに対し寛大な支援を提供した。
クラブはソ連リーグにおいて1966年、1967年、1968年の3連覇を始め13度のリーグタイトルを獲得。これはソ連リーグ最多記録であった。
国際舞台においても1975年と1986年にUEFAカップウィナーズカップで、1975年にUEFAスーパーカップで優勝している。UEFAチャンピオンズリーグでは1977年、1987年、1999年に準決勝に進出した。これらの成功はヴァレリー・ロバノフスキー監督（1960年代のディナモの選手。後に長期間クラブの監督を務めた。またソ連代表の監督も一時期兼務していた）の手腕によって導かれた。
またクラブの全盛期であった1970年代から1980年代当時はソ連代表の大部分がディナモの選手達で構成されていた時期もあった。中でもオレグ・ブロヒンはソ連リーグ通算211得点の記録を持つ往年の名ストライカーで、通算432試合出場もリーグ最多記録である。ブロヒンは300以上に及ぶ公式な得点記録（ソ連リーグ、ソ連カップ、UEFA主催のクラブ国際大会、ソ連代表試合、その他を含む）で、これまでのソ連の得点者達をリードしている。
1991年のソビエト連邦の崩壊後、新しく誕生したウクライナ・プレミアリーグの一員となり、1992-93シーズンから9連覇を達成する等、名門クラブとしての地位は旧ソ連時代以来変わることはなかった。しかし近年、この優位性は東部地方のドネツィクを本拠地とするシャフタール・ドネツクによって脅かされており、現在は熾烈な覇権争いを繰り広げている。両者の対戦はウクライナダービーと呼ばれる。

## エピソード

### 死の試合

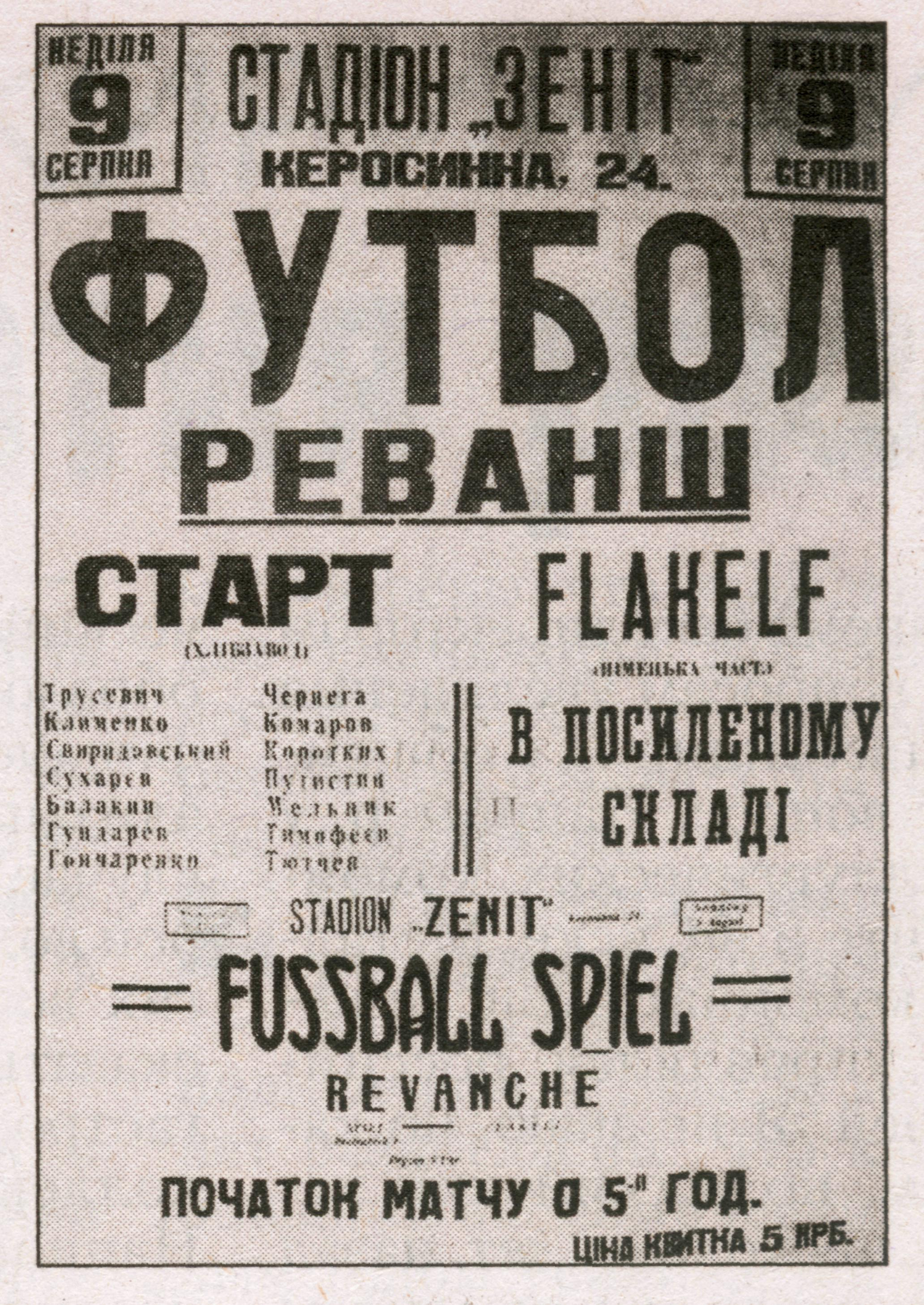
「死の試合」のポスター

#### 概要
当時、占領下のキーウにおいて、サッカーの試合に負けたドイツ空軍が勝利したウクライナ人選手達を処刑したとするエピソードである。しかし現在では実際に処刑はされておらず、ソ連がウクライナを支配下に置くため、共通の敵を作る目的で流したプロパガンダであるという説が主流である。
2005年には長年の調査が終了。確固たる証拠は見つからず、ソ連のリーダー交代とともに話の内容が2転、3転と変化するなど、不確実な点が多い。

#### 詳細
1941年、ナチス・ドイツの侵攻によりキーウはドイツの占領下に入り国内リーグは中断された。ディナモ・キーウの選手達も他の市民同様に強制労働に従事することとなったが、選手達は休憩時間に工場の空地で草サッカーに興じていた。そして、この話を聞いたドイツ側の提案によって、枢軸国軍側の幾つかのサッカークラブとの対戦が行われることになった。
1942年7月に数試合を戦い、勝利を収めるとキーウ市民の評判を呼んだが、これを快く思わないドイツ軍は8月に強豪のドイツ空軍クラブとの対戦を申し入れた。当時のウクライナはナチス・ドイツの占領下にあり、ウクライナの人々は強制収容所に移送される恐怖や餓えの中暮らしていた。そのような状況の中試合前、ディナモ・キーウの選手はドイツ空軍を破ったら殺すと警告されていた。しかしプライドを捨てることのできなかった彼らは5-1で勝利を収めた。面目を潰されたドイツ軍は再試合を申し入れたが5-3でディナモが勝利し2連勝に終わった。
その後、選手達はゲシュタポによって逮捕。バビ・ヤールの強制収容所へ移送され、多くの選手達が処刑された。このエピソードは後に「死の試合」（ウクライナ語: Матч смерті 英語: The Death Match ザ・デス・マッチ）として広く人々に知られるようになり、1979年の漫画『実録サッカー戦士』（小林辰禎著。月刊コロコロコミック1979年11月号掲載。熱血!!コロコロ伝説 テーマ別アンソロジー 第2弾 驚愕!! トラウマまんが傑作選収録）、1981年に公開された映画「勝利への脱出」のモデルともなった。

#### ソ連によるプロパガンダ
ただし、試合が行われたことは事実であるものの、選手が処刑されたというのはソ連のプロパガンダによる作り話との見方がある。
ウクライナ人の間でもこれらの話は長らく真実として信じ込まれてきたが、近年多くの学者やジャーナリストの調査によって、選手が殺害されたという話には信憑性がないという見方が主流になってきた。ナチスの戦争犯罪を追及してきたハンブルグの検察局も、「確固たる証拠を発見することはできなかった」として2005年に捜査を終了している。
ディナモ・キーウが設立時から警察によって支援を受けていたため（東欧には軍や警察が母体のクラブチームは珍しくない）、ディナモ出身の選手がスパイ容疑などで取り調べや拷問を受けていたケースはあるものの、「ドイツに最後まで抵抗して、八百長に手を染めることはなく死んでいった」という話はソ連によるプロパガンダであった可能性が極めて高い。
事実、ソ連時代にはリーダーの交代とともに、話の内容も変化していた。
俗に「死の試合」と呼ばれてきた1942年の2試合について、キーウ国立博物館の歴史学者マリナ・シェフチェンコは2012年6月に、ニューヨークタイムズの取材に対して「みな英雄を求めています。ロビン・フッドのような英雄を」と語り、ソ連が対独・対西側向けに作り出したプロパガンダが結果的にウクライナ人の愛国心を保つ要因になったと語っている。

### ソビエト連邦終焉の頃
1989年、ウクライナ共和国のディナモ協会から切り離され、独立企業に移行した。ソビエトトップリーグの最後のシーズンは、ウクライナのナショナルカラーを身にまとい、国民運動の一環として人気を博した。

## タイトル

### 国内タイトル
- ウクライナ・プレミアリーグ:17回
  - 1992-93, 1993-94, 1994-95, 1995-96, 1996-97, 1997-98, 1998-99, 1999-2000, 2000-01, 2002-03, 2003-04, 2006-07, 2008-09, 2014-15, 2015-16, 2020-21, 2024-25
- ウクライナ・カップ:13回
  - 1992-93, 1995-96, 1997-98, 1998-99, 1999-2000, 2002-03, 2004-05, 2005-06, 2006-07, 2013-14, 2014-15, 2019-20, 2020-21
- ウクライナ・スーパーカップ:7回
  - 2004, 2006, 2007, 2009, 2011, 2016, 2020
- 旧ソ連リーグ:13回
  - 1961, 1966, 1967, 1968, 1971, 1974, 1975, 1977, 1980, 1981, 1985, 1986, 1990
- 旧ソ連カップ:9回
  - 1954, 1964, 1966, 1974, 1978, 1982, 1985, 1987, 1990
- 旧ソ連スーパーカップ:3回
  - 1980, 1985, 1986

### 国際タイトル
- UEFAカップウィナーズカップ:2回
  - 1974-75, 1985-86
- UEFAスーパーカップ:1回
  - 1975

## 過去の成績
| シーズン | ディビジョン               | ディビジョン | ディビジョン | ディビジョン | ディビジョン | ディビジョン | ディビジョン | ディビジョン | ディビジョン | ウクライナ・カップ | 欧州カップ | 欧州カップ            |
| シーズン | リーグ                     | 順位         | 試           | 勝           | 分           | 敗           | 得           | 失           | 点           | ウクライナ・カップ | 欧州カップ | 欧州カップ            |
| -------- | -------------------------- | ------------ | ------------ | ------------ | ------------ | ------------ | ------------ | ------------ | ------------ | ------------------ | ---------- | --------------------- |
| 1992     | ウクライナ・プレミアリーグ | 2位          | 18           | 13           | 4            | 1            | 31           | 13           | 30           | 準々決勝敗退       |            |                       |
| 1992-93  | ウクライナ・プレミアリーグ | 1位          | 30           | 18           | 8            | 4            | 59           | 14           | 44           | 優勝               | UC         | 2回戦敗退             |
| 1993-94  | ウクライナ・プレミアリーグ | 1位          | 34           | 23           | 10           | 1            | 61           | 21           | 56           | ベスト16           | UCL        | 1回戦敗退             |
| 1994-95  | ウクライナ・プレミアリーグ | 1位          | 34           | 25           | 8            | 1            | 87           | 24           | 83           | 準々決勝敗退       | UCL        | グループリーグ敗退    |
| 1995-96  | ウクライナ・プレミアリーグ | 1位          | 34           | 24           | 7            | 3            | 65           | 17           | 79           | 優勝               | UCL        | 予選ラウンド敗退      |
| 1996-97  | ウクライナ・プレミアリーグ | 1位          | 30           | 23           | 4            | 3            | 69           | 20           | 73           | ベスト16           | UCL        | 予備戦敗退            |
| 1996-97  | ウクライナ・プレミアリーグ | 1位          | 30           | 23           | 4            | 3            | 69           | 20           | 73           | ベスト16           | UC         | 1回戦敗退             |
| 1997-98  | ウクライナ・プレミアリーグ | 1位          | 30           | 23           | 3            | 4            | 70           | 15           | 72           | 優勝               | UCL        | 準々決勝敗退          |
| 1998-99  | ウクライナ・プレミアリーグ | 1位          | 30           | 23           | 5            | 2            | 75           | 17           | 74           | 優勝               | UCL        | 準決勝敗退            |
| 1999-00  | ウクライナ・プレミアリーグ | 1位          | 30           | 27           | 3            | 0            | 85           | 18           | 84           | 優勝               | UCL        | 2次グループリーグ敗退 |
| 2000-01  | ウクライナ・プレミアリーグ | 1位          | 26           | 20           | 4            | 2            | 58           | 17           | 64           | ベスト32           | UCL        | 1次グループリーグ敗退 |
| 2001-02  | ウクライナ・プレミアリーグ | 2位          | 26           | 20           | 5            | 1            | 62           | 9            | 65           | 準優勝             | UCL        | 1次グループリーグ敗退 |
| 2002-03  | ウクライナ・プレミアリーグ | 1位          | 30           | 23           | 4            | 3            | 66           | 20           | 73           | 優勝               | UCL        | 1次グループリーグ敗退 |
| 2002-03  | ウクライナ・プレミアリーグ | 1位          | 30           | 23           | 4            | 3            | 66           | 20           | 73           | 優勝               | UC         | 3回戦敗退             |
| 2003-04  | ウクライナ・プレミアリーグ | 1位          | 30           | 23           | 4            | 3            | 68           | 20           | 73           | 準決勝敗退         | UCL        | 1次グループリーグ敗退 |
| 2004-05  | ウクライナ・プレミアリーグ | 2位          | 30           | 23           | 4            | 3            | 58           | 14           | 73           | 優勝               | UCL        | グループリーグ敗退    |
| 2004-05  | ウクライナ・プレミアリーグ | 2位          | 30           | 23           | 4            | 3            | 58           | 14           | 73           | 優勝               | UC         | ベスト32              |
| 2005-06  | ウクライナ・プレミアリーグ | 2位          | 30           | 23           | 6            | 1            | 68           | 20           | 75           | 優勝               | UCL        | 予選2回戦敗退         |
| 2006-07  | ウクライナ・プレミアリーグ | 1位          | 30           | 22           | 8            | 0            | 67           | 23           | 74           | 優勝               | UCL        | グループリーグ敗退    |
| 2007-08  | ウクライナ・プレミアリーグ | 2位          | 30           | 22           | 5            | 3            | 65           | 26           | 71           | 準優勝             | UCL        | グループリーグ敗退    |
| 2008-09  | ウクライナ・プレミアリーグ | 1位          | 30           | 26           | 1            | 3            | 71           | 19           | 79           | 準決勝敗退         | UCL        | グループリーグ敗退    |
| 2008-09  | ウクライナ・プレミアリーグ | 1位          | 30           | 26           | 1            | 3            | 71           | 19           | 79           | 準決勝敗退         | UC         | 準決勝敗退            |
| 2009-10  | ウクライナ・プレミアリーグ | 2位          | 30           | 22           | 5            | 3            | 61           | 16           | 71           | 準々決勝敗退       | UCL        | グループリーグ敗退    |
| 2010-11  | ウクライナ・プレミアリーグ | 2位          | 30           | 20           | 5            | 5            | 60           | 24           | 65           | 準優勝             | UCL        | プレーオフ敗退        |
| 2010-11  | ウクライナ・プレミアリーグ | 2位          | 30           | 20           | 5            | 5            | 60           | 24           | 65           | 準優勝             | UEL        | 準々決勝敗退          |
| 2011-12  | ウクライナ・プレミアリーグ | 2位          | 30           | 23           | 6            | 1            | 56           | 12           | 75           | ベスト16           | UCL        | 予選3回戦敗退         |
| 2011-12  | ウクライナ・プレミアリーグ | 2位          | 30           | 23           | 6            | 1            | 56           | 12           | 75           | ベスト16           | UEL        | グループリーグ敗退    |
| 2012-13  | ウクライナ・プレミアリーグ | 3位          | 30           | 20           | 2            | 8            | 55           | 23           | 62           | ベスト32           | UCL        | グループリーグ敗退    |
| 2012-13  | ウクライナ・プレミアリーグ | 3位          | 30           | 20           | 2            | 8            | 55           | 23           | 62           | ベスト32           | UEL        | ベスト32              |
| 2013-14  | ウクライナ・プレミアリーグ | 4位          | 28           | 16           | 5            | 7            | 55           | 33           | 53           | 優勝               | UEL        | ベスト32              |
| 2014-15  | ウクライナ・プレミアリーグ | 1位          | 26           | 20           | 6            | 0            | 65           | 12           | 66           | 優勝               | UEL        | 準々決勝敗退          |
| 2015-16  | ウクライナ・プレミアリーグ | 1位          | 26           | 23           | 1            | 2            | 54           | 11           | 70           | 準々決勝敗退       | UCL        | ベスト16              |
| 2016-17  | ウクライナ・プレミアリーグ | 2位          | 32           | 21           | 4            | 7            | 69           | 33           | 67           | 準優勝             | UCL        | グループリーグ敗退    |
| 2017-18  | ウクライナ・プレミアリーグ | 2位          | 32           | 22           | 7            | 3            | 64           | 25           | 73           | 準優勝             | UCL        | 予選3回戦敗退         |
| 2017-18  | ウクライナ・プレミアリーグ | 2位          | 32           | 22           | 7            | 3            | 64           | 25           | 73           | 準優勝             | UEL        | ベスト16              |
| 2018-19  | ウクライナ・プレミアリーグ | 2位          | 32           | 22           | 6            | 4            | 54           | 18           | 72           | 準々決勝敗退       | UCL        | プレーオフ敗退        |
| 2018-19  | ウクライナ・プレミアリーグ | 2位          | 32           | 22           | 6            | 4            | 54           | 18           | 72           | 準々決勝敗退       | UEL        | ベスト16              |
| 2019-20  | ウクライナ・プレミアリーグ | 2位          | 32           | 18           | 5            | 9            | 65           | 35           | 59           | 優勝               | UCL        | 予選3回戦敗退         |
| 2019-20  | ウクライナ・プレミアリーグ | 2位          | 32           | 18           | 5            | 9            | 65           | 35           | 59           | 優勝               | UEL        | グループリーグ敗退    |
| 2020-21  | ウクライナ・プレミアリーグ | 1位          | 26           | 20           | 5            | 1            | 59           | 15           | 65           | 優勝               | UCL        | グループリーグ敗退    |
| 2020-21  | ウクライナ・プレミアリーグ | 1位          | 26           | 20           | 5            | 1            | 59           | 15           | 65           | 優勝               | UEL        | ベスト16              |
| 2021-22  | ウクライナ・プレミアリーグ | 2位          | 18           | 14           | 3            | 1            | 47           | 9            | 45           | 準々決勝進出       | UCL        | グループリーグ敗退    |
| 2022-23  | ウクライナ・プレミアリーグ | 4位          | 30           | 18           | 6            | 6            | 51           | 25           | 60           | 中止               | UCL        | プレーオフ敗退        |
| 2022-23  | ウクライナ・プレミアリーグ | 4位          | 30           | 18           | 6            | 6            | 51           | 25           | 60           | 中止               | UEL        | グループリーグ敗退    |
| 2023-24  | ウクライナ・プレミアリーグ | 2位          | 30           | 22           | 3            | 5            | 72           | 28           | 69           | ベスト16           | UCL        | プレーオフ敗退        |

## UEFAクラブランキング
当クラブは50回以上ものトーナメントに参加した、UEFA大会の常連である。

### UEFAクラブランキング
UEFA rankings for club competitions - UEFA.com
2017年6月6日
| ランキング | チーム                     | ポイント |
| ---------- | -------------------------- | -------- |
| 23         | オリンピック・リヨン       | 68.833   |
| 24         | ACFフィオレンティーナ      | 68.666   |
| 25         | FCディナモ・キーウ         | 67.526   |
| 26         | アヤックス・アムステルダム | 67.212   |
| 27         | ビジャレアルCF             | 64.999   |

### 2007年以降のランキング
UEFA rankings for club competitions - UEFA.com
| シーズン | ランキング | 順位変動 | ポイント | ポイント変動 |
| -------- | ---------- | -------- | -------- | ------------ |
| 2017–18  | 26         | -1       | 56.906   | -10.620      |
| 2016–17  | 25         | +1       | 67.526   | +1.550       |
| 2015–16  | 26         | +1       | 65.976   | +0.943       |
| 2014–15  | 27         | +7       | 65.033   | +8.840       |
| 2013–14  | 34         | -9       | 56.193   | -12.958      |
| 2012–13  | 25         | +6       | 68.951   | +6.925       |
| 2011–12  | 31         | -1       | 62.026   | +1.250       |
| 2010–11  | 30         | +14      | 60.776   | +17.866      |
| 2009–10  | 44         | -3       | 42.910   | -3.460       |
| 2008–09  | 41         | +33      | 46.370   | +11.438      |
| 2007–08  | 74         | -13      | 34.932   | -3.791       |

## 現所属メンバー
2023年3月1日現在
注：選手の国籍表記はFIFAの定めた代表資格ルールに基づく。
| No. | Pos. |            | 選手名                             |
| --- | ---- | ---------- | ---------------------------------- |
| 1   | GK   | ウクライナ | ヘオリー・ブスチャン               |
| 2   | DF   | ウクライナ | コスチャンティン・ヴィヴチャレンコ |
| 3   | DF   | ウクライナ | アントン・ボル                     |
| 4   | DF   | ウクライナ | デニス・ポポフ                     |
| 5   | MF   | ウクライナ | セルヒー・シドルチュク()           |
| 7   | MF   | ウクライナ | ヴラディスラフ・カバエフ           |
| 8   | MF   | ウクライナ | ヴォロディミル・シェペレフ         |
| 9   | MF   | ジャマイカ | カヒーム・パリス                   |
| 10  | MF   | ウクライナ | ミコラ・シャパレンコ               |
| 11  | FW   | ウクライナ | ヴラディスラフ・ヴァナト           |
| 14  | MF   | ウクライナ | オレクサンドル・ヤツィク           |
| 15  | FW   | ベネズエラ | エリック・ラミレス                 |
| 17  | FW   | ウクライナ | ヴラディスラヴ・スプリャーハ       |
| 18  | MF   | ウクライナ | オレクサンドル・アンドリエフスキー |
| 19  | MF   | ウクライナ | デニス・ハルマシュ                 |
| 20  | MF   | ウクライナ | オレクサンドル・カラバエフ         |

| No. | Pos. |              | 選手名                       |
| --- | ---- | ------------ | ---------------------------- |
| 22  | MF   | オランダ     | ジュスティン・ロンヴァイク   |
| 24  | DF   | ウクライナ   | オレクサンドル・ティムチク   |
| 25  | DF   | ウクライナ   | マクシム・ディアチュク       |
| 29  | MF   | ウクライナ   | ヴィタリー・ブヤルスキー     |
| 30  | MF   | セネガル     | サンバ・ディアロ             |
| 34  | DF   | ウクライナ   | オレクサンダル・スロタ       |
| 35  | GK   | ウクライナ   | ルスラン・ネシュチェレト     |
| 37  | MF   | ウクライナ   | アントン・ツァレンコ         |
| 44  | DF   | ウクライナ   | ウラジスラフ・ドゥビンチャク |
| 51  | GK   | ウクライナ   | ヴァレンティン・モルガン     |
| 70  | MF   | ウクライナ   | ボグダン・レドネフ           |
| 71  | GK   | ウクライナ   | デニス・ボイコ               |
| 74  | GK   | ウクライナ   | デニス・イグナテンコ         |
| 77  | MF   | ナイジェリア | ベニート                     |
| 91  | MF   | ウクライナ   | ナザール・ヴォロシン         |
| 92  | MF   | 北マケドニア | レシャト・ラマダニ           |

### ローン移籍
out
注：選手の国籍表記はFIFAの定めた代表資格ルールに基づく。
| No. | Pos. |                | 選手名                                                      |
| --- | ---- | -------------- | ----------------------------------------------------------- |
| 6   | DF   | ウクライナ     | ミキータ・ブルダ (FCゾリャ・ルハーンシク)                   |
| 6   | MF   | ガーナ         | アブドゥル・カディリ・モハメッド (アルセナル・トゥーラ)     |
| 11  | MF   | ウクライナ     | ヘオルヒー・ツィタイシュヴィリ (FCヴォルスクラ・ポルタヴァ) |
| 22  | FW   | ルクセンブルク | ジェルソン・ロドリゲス (トロワAC)                           |

| No. | Pos. |            | 選手名                                        |
| --- | ---- | ---------- | --------------------------------------------- |
| 22  | MF   | ブラジル   | ヴィチーニョ (レッドブル・ブラガンチーノ)     |
| 23  | DF   | ブラジル   | シジグレイ (PAOKテッサロニキ)                 |
| 31  | FW   | ウクライナ | ナザリー・ルシン (FCチョルノモレツ・オデッサ) |
| 41  | FW   | ウクライナ | アルテム・ベセディン (オモニア・ニコシア)     |
| 94  | DF   | ポーランド | トマシュ・ケンジオラ (レフ・ポズナン)         |
| 99  | MF   | デンマーク | ミッケル・ドゥールン (NECナイメヘン)          |
| --  | FW   | スペイン   | フラン・ソル (CDテネリフェ)                   |

### 永久欠番
12 –  クラブサポーター用

## 歴代会長
- 1927–1989:
- 1989–1993: ヴィクトル・ベズヴァルキー
- 1993–2002: グリゴリー・スルキス
- 2002– : イーゴリ・スルキス

## 歴代監督
- ヴァレリー・ロバノフスキー 1973-1982, 1984-1990, 1997-2002
- アレクセイ・ミハイリチェンコ 2002-2004
- ヨーゼフ・サボ 1994-1996, 2004-2005, 2007
- レオニド・ブリャク 2005
- アナトリー・デミアネンコ 2005-2007
- ユーリ・セミン 2007-2009, 2010-2012
- ヴァレリー・ガザエフ 2009-2010
- オレグ・ブロヒン 2012-2014
- セルゲイ・レブロフ 2014-2017
- アリャクサンドル・ハツケヴィッチ 2017-2019
- アレクセイ・ミハイリチェンコ 2019-2020
- ミルチェア・ルチェスク 2020-

## 歴代所属選手

### GK
- イェヴヘーン・ルダコフ（英語版） 1962-1977
- ヴィクトル・チャノフ（英語版） 1982-1990
- オレクサンドル・ショフコフスキ 1993-2016

### DF
- ミハイロ・フォメンコ 1972-1979
- ウラジーミル・ベスソノフ 1976-1990
- アナトリー・デミヤネンコ（英語版） 1979-1991, 1992-1993
- オレフ・クズネツォフ（英語版） 1983-1990
- アフリク・ツベイバ  1990-1992
- カハ・カラーゼ 1998-2001
- ボドナール・ラースロー 2000-2004
- ゴラン・ガヴランチッチ 2001-2008
- バドア・エル・カドゥーリ 2002-2013
- アイラ・ユスフ 2003-2014
- イェウヘン・ハチェリディ 2008-2018
- ダニーロ・シウヴァ 2010-2017
- アレクサンダル・ドラゴヴィッチ 2013-2016
- ドマゴイ・ヴィダ 2013-2017

### MF
- アレクセイ・ミハイリチェンコ 1981-1990
- アンドリー・バル（英語版） 1981-1990
- オレクサンドル・ザヴァロフ（英語版） 1983-1988
- アンドレイ・カンチェルスキス 1988-1990
- アンドリー・フシン 1993-2005
- アリャクサンドル・ハツケヴィッチ 1996-2004
- ヴァリャンツィン・ビャルケヴィチ 1996-2008
- ゲオルギ・ペエフ 2001-2006
- イェルコ・レコ 2003-2006
- ミロシュ・ニンコヴィッチ 2004-2013
- ルスラン・ロタン 2005-2008, 2018
- デニス・ハルマシュ 2007-
- ロマン・エレメンコ 2008-2011
- オグニェン・ヴコイェヴィッチ 2008-2015
- ミゲル・ヴェローゾ 2012-2016
- ユネス・ベランダ 2013-2017
- イェレマイン・レンス 2013-2015
- セルヒー・シドルチュク 2013-

### FW
- ヴァレリー・ロバノフスキー 1957-1964
- アナトリー・ブイショヴェツ 1963-1973
- オレグ・ブロヒン 1969-1988
- イーゴリ・ベラノフ 1985-1989
- オレグ・プロタソフ 1987-1990
- オレグ・サレンコ 1989-1992
- セルゲイ・レブロフ 1992-2000, 2005-2008
- アンドリー・シェフチェンコ 1994-1999, 2009-2012
- マクシム・シャツキフ 1999-2009
- アルテム・ミレフスキー 2002-2013
- マーリス・ヴェルパコフスキス 2003-2011
- イスマエル・バングラ 2007-2009
- アンドリー・ヤルモレンコ 2007-2017
- ブラウン・イディエ 2011-2014

## ユニフォームとエンブレム

### ユニフォーム
クラブの伝統的なユニフォームの色は白と青（ダークブルー）である。そこにかつては青い襷掛けのラインがユニフォームに加えられていた。その後、1975年からはシンプルに白いシャツと青いパンツのものを使用した。クラブがソ連国内やUEFA主催の大会で勝利し続けた1970年代から1980年代もこのデザインであり、歴史上で最も成功した時期となった。しかし、2004年にクラブの経営者は昔の青い襷掛けのラインの入ったユニフォームを復活させている。
ここ数年、ユニフォームのスポンサーはなく、2018年からはNew Balanceがクラブのユニフォームを製造している。
| 年度      | メーカー    | 胸スポンサー           |
| --------- | ----------- | ---------------------- |
| 1975–1987 | Adidas      | —                      |
| 1987      | Adidas      | Commodore              |
| 1987–1988 | Adidas      | OCRIM                  |
| 1988–1989 | Adidas      | —                      |
| 1989      | Duarig      | FISAC Como             |
| 1989–1990 | Admiral     | FISAC                  |
| 1990–1991 | Admiral     | ルフトハンザドイツ航空 |
| 1992–1994 | Umbro       | ルフトハンザドイツ航空 |
| 1994–1995 | Umbro       | —                      |
| 1996      | Umbro       | Prominvestbank         |
| 1996–2004 | Adidas      | Prominvestbank         |
| 2004–2006 | Adidas      | EnergoHolding          |
| 2006–2007 | Adidas      | Ukrtelekom             |
| 2007–2013 | Adidas      | PrivatBank             |
| 2013–2015 | Adidas      | Nadra Bank             |
| 2015–2018 | Adidas      |                        |
| 2018-     | New Balance |                        |

### ユニフォームの変遷
戦前
| 1927年—1930年 | 1930年—1935年 | 1936年—1941年 |

クラブ創設時
| 1941年—1944年 |

戦後ソ連時代
| 1944年—1951年 | 1952年—1960年 | 1960年—1970年 | 1970年—1980年 | 1980年 | 1990年—1991年 |

ウクライナ時代
| 1991年—1993年 | 1994年—1996年 | 1996年—2004年 | 2004年—2008年 | 2008年—2010年 | 2010年—2013年 | 2013年—2016年 |

### エンブレム

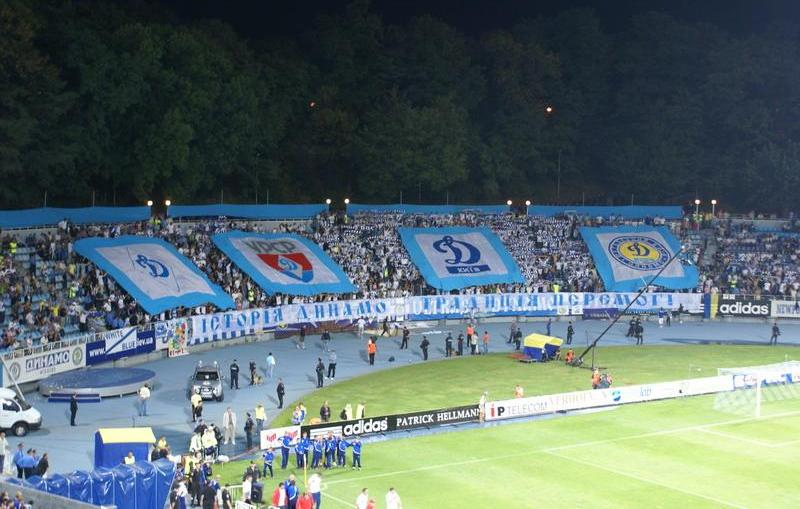
スタジアムに掲げられるエンブレム

現在のエンブレム

国内で10回目の優勝をした2003年、クラブの成功を祝うために、ロゴの上部に金色の星印が置かれた。2007年、80周年記念日には、2つ目の星印が追加された。当クラブはウクライナリーグで15回の優勝を成し遂げたが、ソ連時代の13回の優勝が考慮されて、エンブレムの星印は2つとなっている。